# 44-й отдельный понтонно-мостовой батальон
44-й отдельный моторизованный понтонно-мостовой батальон — формирование (воинская часть) инженерных войск РККА Вооружённых Сил СССР.
В годы Великой Отечественной войны было два сформирования отдельного моторизованного понтонно-мостового батальона под войсковым номером «44».
По окончании ВОВ полное действительное наименование — 44-й Орденов Красного Знамени и Богдана Хмельницкого отдельный моторизованный понтонно-мостовой батальон.

## Первое формирование
На 22 июня 1941 года 44-й отдельный моторизованный понтонно-мостовой батальон (сокращённо — 44 омпмб) находился в составе 35-го стрелкового корпуса Одесского военного округа. С началом войны инженеры батальона навели через Днестр наплавные мосты, по которым двинулись из МССР (Бессарабии) отступающие войска и потоки беженцев.
18 июля 1941 года 44 омпмб был передан в состав Отдельной Приморской армии, с которой оборонял Одессу. В конце июля батальон отошел к Одессе, где саперы под непрерывным огнём противника минировали подходы к городу, неся большие потери.
В начале обороны Одессы личный состав 44-го отдельного моторизованного понтонно-мостового батальона в стрелковый, за счёт него были пополнены маршевые роты 95-й стрелковой дивизии. В середине сентября батальон производил минирование подходов к переправам Сухого Лимана, взрывал дамбы и минировал северный берег лимана.
В ночь с 15 на 16 октября на теплоходе «Украина» остатки батальона отправились в Севастополь.
В Крыму решением Военного совета Приморской армии 21 октября 1941 года ввиду малочисленности и отсутствием инженерного вооружения (переправочных средств) 44 омпмб был расформирован, а его личным составом были укомплектованы инженерные части 421-й стрелковой дивизии.

## Второе формирование
14 марта 1942 года был вновь сформирован 44-й отдельный моторизованный понтонно-мостовой батальон, который обеспечивал речную переправу войск и различных грузов на Волге. В ходе Сталинградской битвы в составе инженерных формирований 62-й армии батальон совместно с другими частями обеспечивал работу переправ на Волге и в районах Дубовка, Рынок и Красная Слобода.
В июне 44-й батальон содержал переправу через Волгу в районе Ахтубы. Именно через неё шло снабжение защитников Сталинграда боевыми припасами, продовольствием и снаряжением.
С образованием Сталинградского фронта (12.07.1942 года) 44 омпмб вошел в его состав. В начале боев за Сталинград с конца сентября и до ледостава батальон содержал переправу в районе «Красный Октябрь» в полосе обороны 62-й армии, начавшую действовать еще 23 августа. До 20 октября на этой переправе было перевезено в обе стороны около 200 тыс. человек, 87 танков, 350 орудий с тягачами, 2300 тонн боеприпасов, В связи с изменением обстановки и сильным огневым воздействием пришлось на обоих берегах дважды переносить причалы этой переправы в более безопасные места. Продолжительность рейса увеличилась до 3 — 4 часов. В ноябре расстояние между причалами достигло 22 км. И все же переправа продолжала действовать.
Неоднократные миномётно-артиллерийские налёты врага и бомбардировки причалов с воздуха приводили к потерям личного состава, обеспечивавшего переправу, к порче самих причалов и к гибели плавучих средств. Так, с 7 по 28 октября 44-й отдельный понтонно-мостовой батальон потерял 36 человек (11 убитых и 25 раненых).
24 ноября 1942 года 44 омпмб и еще три отдельных батальона были сведены во 2-ю понтонно-мостовую бригаду того же фронта. Отдельный батальон располагал тремя парома из парка Н2П, тремя катерами, баркасом, шестью буксирами, шестью баржами и тремя пароходами.
В конца декабря 1943 года 44-й отдельный понтонно-мостовой батальон в составе 2-й отдельной понтонно-мостовой бригады, приданной 28-й армии, строил мосты и дамбы со стороны Херсонской области УССР на берег Крымского полуострова.
В марте 1944 года  во время проведения Березнеговато-Снигиревской операции 3-м Украинским фронтом 44-й понтонно-мостовой батальон был выведен из 2-й понтонно-мостовой бригады для обеспечения форсирования Днепра. Понтонеры снова должны были обеспечивать переправу 28-й армии.
До 23 марта 1944 года батальон обеспечивал переправу войск через реку Днепр в 12 км восточнее Херсона. Затем батальон сосредоточился в Богоявленске. Командир понтонного взвода младший лейтенант М. К. Добрин готовил рыбацкие лодки для десанта К. Ф. Ольшанского. В ночь на 26 марта Добрин и 12 понтонёров в качестве гребцов с отрядом Ольшанского поплыли в район высадки. Однако лодки оказались перегруженными, и командир отряда высадил понтонеров на берег у Широкой Балки. 28 марта понтонер батальона М. А. Рыжиков восстанавливал поврежденный наплавной мост на реке Южный Буг.
В марте — августе 1944 года инженеры батальона обеспечивали переправы через реки Днепр, Южный Буг, Днестр, Прут.
Во время проведения Ясско-Кишинёвской операции и боевых действий на территории Венгрии 44 опмб обеспечивал наступление 18-го танкового корпуса, за что был награждён орденом Богдана Хмельницкого 3-й степени. Командир батальона подполковник К. М. Гончар был награждён орденом Александра Невского, а старшина понтонной роты П. К. Корягин, командир отделения Г. Н. Шагвалеев и катерист М. П. Шустов были удостоены звания Героя Советского Союза.
В дальнейшем батальон участвовал в Венской, Братиславско-Брновской и Пражской наступательных операциях.

## Командиры батальона
- Якуб Абдулаевич Езиев — с марта по 7.10.1942 года. Погиб во время артобстрела на причале переправы в районе завода «Красный Октябрь».
- Гончар Константин Митрофанович — октябрь 1942 года до конца войны.

## Награды
- Орден Красного Знамени — за мужество и героизм личного состава при участие в Сталинградской битве
- Орден Богдана Хмельницкого (СССР) 3-й степени — за мужество и героизм личного состава при проведения Ясско-Кишинёвской операции, в боях на территории Венгрии и при форсирование Дуная.

## Память
- Первый командир батальона Я. А. Езиев похоронен на Мамаевом кургане [8]
- В 2005 году в Мурманске, на территории инженерно-сапёрного полка, преемника традиций и Боевого Знамени 2-й понтонно-мостовой бригады, установлены бюсты Героев Советского Союза, в том числе П. К. Корягина, Г. Н. Шагвалеева, М. П. Шустова, воевавших в составе 44-го омпмб.